# Ophidion welshi
Ophidion welshi is een straalvinnige vissensoort uit de familie van naaldvissen (Ophidiidae). De wetenschappelijke naam van de soort is voor het eerst geldig gepubliceerd in 1922 door Nichols & Breder.